# Standing on Rock
Standing on Rock è l'undicesimo album di Edgar Winter, pubblicato nel 1981 dalla Blue Sky Records e prodotto dallo stesso artista.

## Tracce
Lato A
1. Star Garbage – 4:05 (Edgar Winter)
2. Standing on Rock – 3:12 (Edgar Winter)
3. Love Is Everywhere – 4:34 (Edgar Winter)
4. Martians – 4:11 (Edgar Winter)

Lato B
1. Rock and Roll Revival – 4:16 (Jerry LaCroix (testo), Edgar Winter (musica))
2. In Love – 3:35 (Edgar Winter)
3. Everyday Man – 4:44 (Edgar Winter)
4. Tomorrowland – 4:03 (Edgar Winter)

## Musicisti
- Edgar Winter - voce, sintetizzatore, pianoforte, sassofono, organo, marimba
- Edgar Winter - batteria (brano A2)
- Al Ferrante - chitarra, chitarra acustica, mandolino
- Al Ferrante - voce (brano A1)
- Ronnie Lawson - clavinet, pianoforte, sintetizzatore, accompagnamento vocale
- Ronnie Lawson - voce (brano A1)
- Scott Spray - basso
- Scott Spray - voce (brano A1)
- Gregg Carter - batteria, congas
- Gregg Carter - voce (brano A1)
- Monique Winter - voce (brano A1), assistente alla produzione